# 에이미 추아

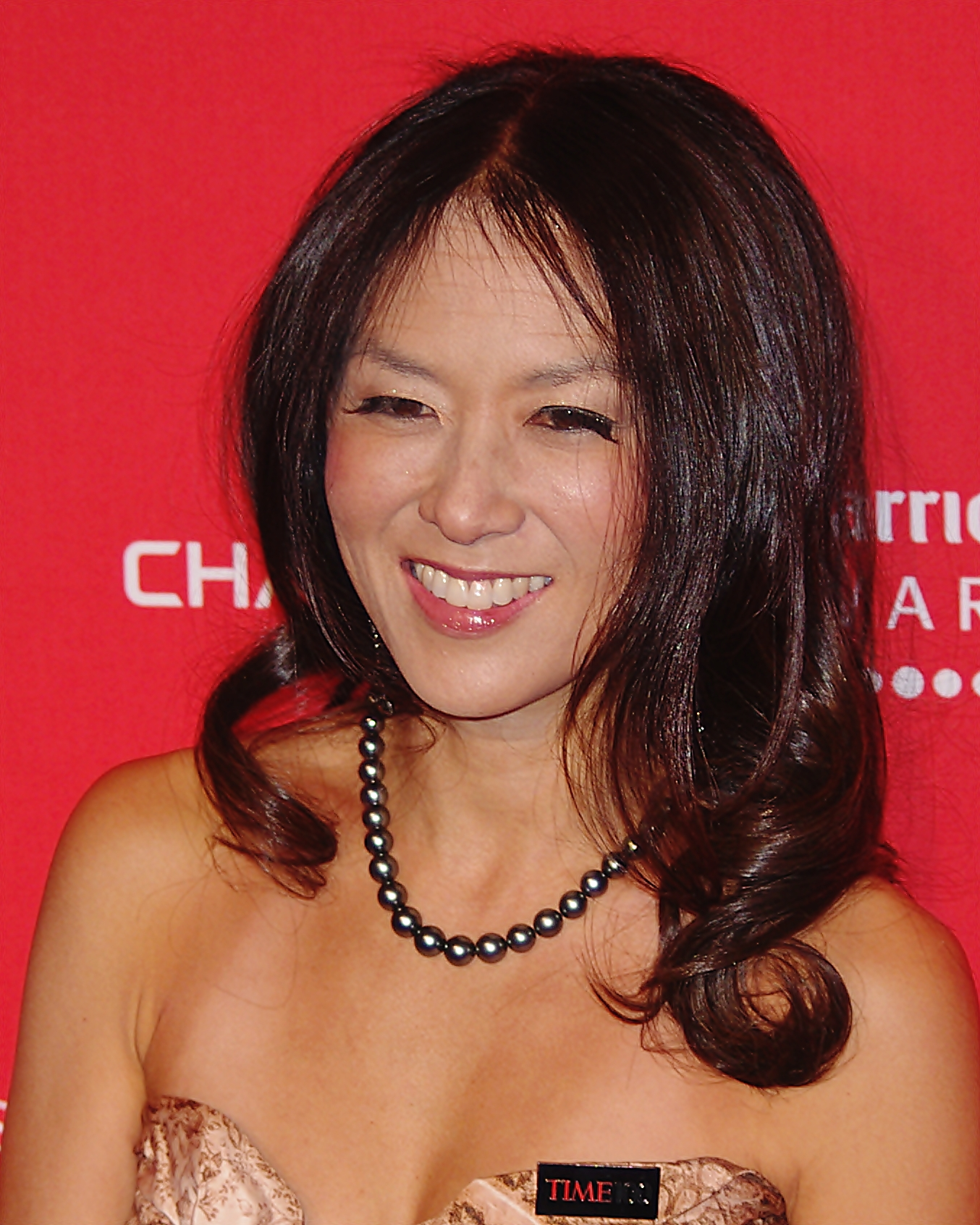

에이미 추아(Amy Lynn Chua, 1962년 10월 26일 ~ )는 '호랑이 엄마 (타이거 맘)'으로 알려진 '필리핀-중국계' 미국 변호사, 법학 교수이며 저자이다.  예일 법학대학원의 교수로 재직중이다.  다양한 작품 활동을 하고 있으며, 그 중에 <불타는 세계>, <제국의 미래>, <정치적 부족주의(Political Tribes)> 가 있다.